# 金子美香 (声楽家)
金子 美香（かねこ みか）は、日本の声楽家、オペラ歌手 (メゾソプラノ) 。ワーグナーが創設した世界最高峰の音楽祭であるバイロイト音楽祭にソリストとして出演（プラシド・ドミンゴ指揮「ワルキューレ」）。二期会会員。

## 来歴・人物
山口県宇部市生まれ。4歳より高校までピアノを習い、その後声楽に転向。東京音楽大学を首席で卒業後、同大学院声楽専攻を修了。
ザルツブルク・モーツァルテウム音楽院マスタークラスを修了。また二期会オペラ研修所マスタークラスを修了し、修了時に優秀賞を受賞。
平成18年度文化庁新進芸術家国内研修員。第18回奏楽堂日本歌曲コンクール第3位入賞。第15回日仏声楽コンクール第2位及び日本歌曲賞を受賞。平成24年度山口県芸術文化振興奨励賞を受賞する。
オペラでは2008年二期会『ワルキューレ』グリムゲルデでデビュー。 同年にはクリスティアン・アルミンク指揮新日本フィル定期演奏会『ばらの騎士』にも出演し、2009年二期会ニューウェーブオペラ『ウリッセの帰還』ではウリッセの妻ペネロペを好演。2010年二期会『オテロ』エミーリアでも絶賛される。また横須賀芸術劇場オペラ宅配便シリーズには、2010年メノッティ『霊媒』ババ、2011年メノッティ『泥棒とオールドミス』ミス・トッドと続けて出演して好評を博した。
以後も存在感ある美声と高い音楽性、充実した歌唱で活躍。2013年びわ湖ホール・神奈川県民ホール『ワルキューレ』シュヴェルトライテ、2016年新国立劇場『ワルキューレ』グリムゲルデ、仙台フィル『蝶々夫人』（演奏会形式）スズキ、2017年新国立劇場『カルメン』メルセデス等に出演。東京・春・音楽祭へは2014年『ラインの黄金』フロスヒルデ、2015年『ワルキューレ』シュヴェルトライテ、2017年『神々の黄昏』フロスヒルデ並びに第1のノルンで出演し、高い評価を得ている。
コンサートにおいてもヘンデル「メサイア」、モーツァルト「レクイエム」、ベートーヴェン「第九」、メンデルスゾーン「エリア」、ヴェルディ「レクイエム」のソリストとして活躍するほか、Bunkamura20周年記念ワーグナー・ガラ・コンサート、ＮＨＫニューイヤーオペラコンサート等にも出演。すみだ平和祈念コンサート2016では、モーツァルト「レクイエム」のアルトソロとしてウィーン楽友協会合唱団と共演した。日生劇場には2017年11月『ルサルカ』森の精3へ、2018年6月『魔笛』侍女Ⅲに出演している。
2018年、バイロイト音楽祭にて、プラシド・ドミンゴ指揮 オペラ「ワルキューレ」でソリストとして出演 （ソリストとして日本人4人目）。
2018年、CD「南天の花」発表。レコード芸術誌の特選盤に選出される。

## ディスコグラフィー
CD
- 伊福部昭:「ラウダ」（2012年9月）
- 南天の花（2018年11月）